# Loßburg
Loßburg is een plaats in de Duitse deelstaat Baden-Württemberg, en maakt deel uit van het Landkreis Freudenstadt.
Loßburg telt 7.527 inwoners.
De gemeente Loßburg bestaat uit Betzweiler, Lombach, Loßburg, Rodt, Schömberg (met Hinterrötenberg, Mittel- en Vordersteinwald), Sterneck, Wälde, Vierundzwanzig Höfe, en Wittendorf.
Alpirsbach ·
Bad Rippoldsau-Schapbach ·
Baiersbronn ·
Dornstetten ·
Empfingen ·
Eutingen im Gäu ·
Freudenstadt ·
Glatten ·
Grömbach ·
Horb am Neckar ·
Loßburg ·
Pfalzgrafenweiler ·
Schopfloch ·
Seewald ·
Waldachtal ·
Wörnersberg